# Хлебув (Лодзинське воєводство)
Хлебув (пол. Chlebów) — село в Польщі, у гміні Ліпці-Реймонтовські Скерневицького повіту Лодзинського воєводства.
Населення — 166 осіб (2011).
У 1975-1998 роках село належало до Скерневицького воєводства.

## Демографія
Демографічна структура станом на 31 березня 2011 року:
|          | Загалом | Допрацездатний вік | Працездатний вік | Постпрацездатний вік |
| -------- | ------- | ------------------ | ---------------- | -------------------- |
| Чоловіки | 84      | 17                 | 54               | 13                   |
| Жінки    | 82      | 14                 | 45               | 23                   |
| Разом    | 166     | 31                 | 99               | 36                   |